# Quadratita
La quadratita és un mineral de la classe dels sulfurs. El nom es deriva de la forma quadràtica conspícua del mineral.

## Característiques
La quadratita és un sulfur de fórmula química Ag(Cd,Pb)AsS₃. És l'anàleg de cadmi de la manganoquadratita. Cristal·litza en el sistema tetragonal formant cristalls tabulars visibles únicament al microscopi. La seva duresa a l'escala de Mohs és 3.
Segons la classificació de Nickel-Strunz, la quadratita pertany a «02.GC - Poli-sulfarsenits» juntament amb els següents minerals: hatchita, wal·lisita, sinnerita, watanabeïta, simonita, manganoquadratita, smithita, trechmannita, aleksita, kochkarita, poubaïta, rucklidgeïta, babkinita, saddlebackita, tvalchrelidzeïta i mutnovskita.

## Formació i jaciments
Es troba en petites cavitats a la roca dolomítica. Només se n'ha trobat a la pedrera Lengenbach, a Fäld, a la comuna de Binn (Valais, Suïssa).